# Pong Tuek
Koordinaten: 13° 53′ 13,7″ N, 99° 47′ 24,2″ O
Pong Tuek (Thai: พงตึก) ist ein archäologischer Fundplatz und Stadt im Amphoe Tha Maka, Provinz Kanchanaburi in Zentralthailand.
Hinweisschilder vor Ort verweisen auf Phong Tuk Archaeological Site, das Ausstellungsgelände befindet sich neben der örtlichen Polizeistation.
Pong Tuek liegt nordwestlich von Nakhon Pathom auf dem gegenüberliegenden Ufer des Mae Nam Mae Klong (Mae-Klong-Fluss).
Pong Tuek bildet die erste größere Stätte, an der man die Einführung des Buddhismus auf thailändischem Gebiet untersuchen konnte. Ursprünglich wurden die Funde auf das 2. Jahrhundert datiert, doch hat der französische Archäologe Pierre Dupont das Alter der aufgefundenen Buddha-Statue auf nicht früher als das 6. Jahrhundert bestimmt. Man fand bei Pong Tuek Überreste einer Reihe religiöser Bauwerke, einschließlich einer Chedi (Stupa) und eines Wihan (Versammlungsraum).
Eine aus dem Römischen Reich stammende Bronzelampe aus dem 5. oder 6. Jahrhundert wurde ebenfalls gefunden und zeugt von den weitreichenden Handelsbeziehungen der Menschen jener Zeit.